# Groote Keeten
Groote Keeten (West-Fries: Groôte Keete) is een dorp in de gemeente Schagen, in de provincie Noord-Holland. Het dorp is een badplaats.

## Geschiedenis
Groote Keeten heette eigenlijk van oorsprong Dubbelduijn, Het dorp is gebouwd op de restanten van het overspoelde eiland 't Oghe. Het gebied waarin het nu ligt werd bedijkt rond 1600, de bedijking liep tot aan Huisduinen. De polders waren een belangrijke basis voor de latere drooglegging van de polders Anna Paulownapolder en Wieringerwaard.
Het plaatsje groeide uit van een buurtschap tot een dorp. In 1610 werd er een soort raadhuis, een bekwame keet op de Helmdijk gezet. Zo kwam de naam Groote Keeten tot stand en verloor de buurtschap haar oorspronkelijke naam.

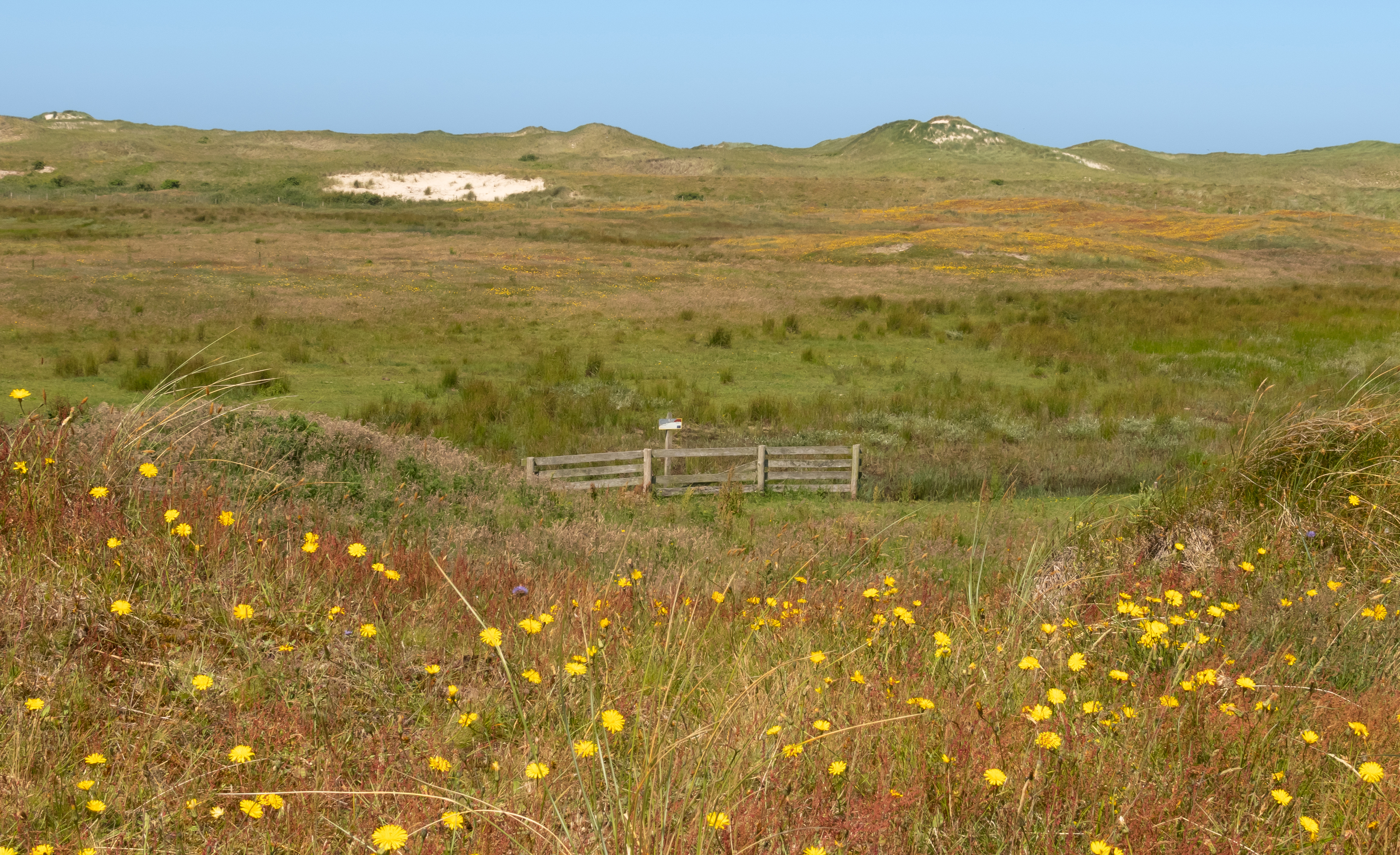
Duingebied tussen Groote Keeten en Julianadorp

Natuurgebied 't Botgat is een bijzondere plek vanwege duinvorming in de weilanden. Ten tijde van de Bataafse Republiek was het in 1799 een belangrijke landingsplaats van de Engelse en Russische legers. Er is toen zwaar gevochtener vielen veel doden. Op de naastgelegen dijk zijn veel Russische soldaten in haast begraven, het heet daar plaatselijk nog 'Russenkerkhof'.
Het Heersdiep was een grote zeearm die diep het land indrong. Het was ooit een schuilplek voor schepen die bij slecht weer de Noordzee ontvluchten. Na inpoldering staan er nu boerderijen.

## Bezienswaardigheden
Vooral het duinengebied is bezienswaardig omdat het nog restanten van het oude eiland 't Oghe te zien zijn. In het dorp is een Beeldentuin genaamd 'De Booghgaard'.
Burgerbrug · Burgervlotbrug · Callantsoog · Dirkshorn · Eenigenburg · Groenveld · Groote Keeten · Krabbendam · Oudesluis · Petten · 't Rijpje · Schagen · Schagerbrug · Schoorldam (deels) · Sint Maarten · Sint Maartensbrug · Sint Maartensvlotbrug · Stroet · Tjallewal · Tolke (deels) · Tuitjenhorn · Valkkoog · Waarland · Warmenhuizen · 't Zand

Buurtschappen: Abbestede · Avendorp · Bliekenbos · 't Buurtje · De Banne · Burghorn · Cornelissenwerf · Dijkstaal · Grootven · Grotewal · Het Korfwater · De Hale · Hemkewerf · Huiskebuurt · Kalverdijk · Keinse · Keinsmerbrug · Kerkbuurt · Lagedijk · Leihoek · Mennonietenbuurt · Nes · Schagerwaard · Sint Maartenszee · Slootgaard · De Stolpen · Stolpervlotbrug · Vennik (deels) · 't Wad · De Weel (deels) · Woudmeer · Zijbelhuizen · Zijpersluis